# Manuel Fernández Juncos
Manuel Fernández Juncos (11 de diciembre de 1846 – 18 de agosto de 1928) fue un periodista, pedagogo de ideología conservadora, y poeta puertorriqueño de origen español, quien adaptó la lírica de La Borinqueña, el himno nacional de Puerto Rico. Juncos nació en Tresmonte (43°25′23″N 5°07′08″O / 43.4230839, -5.1189415), un lugar ubicado en Ribadesella, Principado de Asturias, España. A los once años emigró a Puerto Rico, donde permaneció el resto de su vida, sin otra instrucción que la que era tan tierna edad había podido recibir en su pueblo. Establecido en Ponce, trabaja para ganarse el sustento, y aún siente mucho mayor interés en instruirse. Lee mucho y estudia idiomas, pero habiendo contraído la fiebre amarilla, tiene que interrumpirlo todo y pasar a reponerse a un poblado de montaña al que la epidemia no había llegado. En ese ambiente rural su espíritu observador se llenará de imágenes que pronto le permitirán revelarse como excelente escritor costumbrista.
El destronamiento de Isabel II le hace confiar en que el futuro deparará a aquella isla una forma de administración autonomista, más eficaz para el país y más conveniente para España, y a esta idea, que nada tenía de independista, se entregó de por vida.
En principio, Fernández Juncos escribió para un periódico llamado El Progreso, fundado por José Julián Acosta. También escribió para Porvenir y El Clamor del País. Fundó un periódico llamado El Buscapié, en 1875, semanario jocoserio, ameno, ingenioso y original, que vivió floreciente hasta que Puerto Rico se perdió para España y que fue muy leído en esa época. El semanario estimuló la lectura en su país, y fueron tantas las colaboraciones que se le ofrecían, que Fernández Juncos creyó llegado el momento de fundar una publicaciín ilustrada, de mayor empeño y ésta fue la Revista Puertorriqueña, juzgada por Menéndez Pelayo como una de las mejores publicaciones literarias americanas.
Fundó también la Institución de Enseñanza Popular y la Biblioteca Municipal de San Juan; colaboró muy activamente en el establecimiento de la Cruz Roja; sacó varias veces de sus crisis al Ateneo Puertorriqueño; presidió el Partido Autonomista Histórico y la Liga de Republicanos Españoles; fue presidente de la Sociedad de Escritores y Artistas de Puerto Rico y diputado provincial por el distrito de San Juan.
Como escritor, Juncos estudió y escribió sobre las raíces de los puertorriqueños. Algunas de sus obras más conocidas son Tipos y Caracteres, Libro Cuarto de Lectura, y Canciones Escolares (que coescribió con Virgilio Dávila y Braulio Dueño Colon).
Fernández Juncos se unió al Partido Autonomista, que había sido fundado por Roman Baldorioty de Castro, convirtiéndose en el secretario. Tiempo después, cuando Puerto Rico obtuvo la autonomía respecto de España, 1897, Juncos fue elegido primer Secretario de Estado. También fue encargado de la secretaría de Hacienda, de una hacienda que estaba al borde de la bancarrota, pero que él, con su ingenio y su prestigio, supo sacar a flote, lo que ha permitido calificarle también como hacendista ilustre. De todos modos, en menos de un año Puerto Rico fue invadida por Estados Unidos durante la Guerra Hispano-Estadounidense y el gobierno abolido. Al cambiar la soberanía en 1898 se mantuvo fiel a su patria como recogen los periódicos de la época Según el diario "El Día" de fecha 18 de octubre de 1898 literalmente: "Es el único, según el diario, que levantó “con orgullo la cabeza para desafiar el poderío americano… y que recoge los girones de vergüenza con que los puertorriqueños alfombraron el camino triunfal de sus nuevos amos, y tiene el valor de decir: ‘¡Idos en buena hora; yo quedo siendo español!’”.
Debido a que la letra original del Himno Nacional de Puerto Rico era de corte independentista y antiespañol, escribió una versión no-controvertida de la letra en 1903. Al adueñarse los norteamericanos de Puerto Rico, Fernández Juncos dejó de publicar El Buscapié, y sabiendo que con ello perdía todo cargo oficial y toda influencia política sobre aquella isla en la que llevaba viviendo más de cuarenta años, se inscribió en el Consulado para conservar la nacionalidad española. Su ambición entonces fue salvar el castellano de su suplantación por el inglés, y como en español no había textos escolares adaptados a las exigencias de las leyes norteamericanas, se esforzó en prepararlos, logrando en esta patriótica empresa, que nunca dejaría de la mano, el mismo éxito que en todas sus otras actividades literarias.
De esa constancia en la defensa del idioma habla este párrafo de una carta, que el 12 de julio de 1910 escribe a su «gran paisano», Fermín Canella: «En una colección que preparo de producciones cortas y excelentes de autores castellanos modernos, para lectura y estudio de lenguaje en las Altas Escuelas de Cuba y Puerto Rico, quisiera reproducir El gallo de Sócrates, de Clarín, y poner su retrato al frente de los apuntes biográficos y críticos que han de preceder a la obra de cada autor.-Le suplico a usted que obtenga de la Sra. Viuda o herederos del ilustre Alas el permiso para aquella reproducción y uno de los retratos más parecidos a él».
En 1907, el Ateneo Puertorriqueño había organizado una solemne coronación de Fernández Juncos como símbolo de fraternidad entre España y Puerto Rico, cuando en 1916, la Universidad de Puerto Rico le hizo Doctor honoris causa.
Además de su obra poética, se distinguió porque fundó un albergue para huérfanos el cual opera hasta la fecha, y la Cruz Roja en Puerto Rico.
Manuel Fernández Juncos murió el 18 de agosto de 1928 en San Juan, Puerto Rico. Después de su muerte, Ribadesella dio su nombre a una de sus calles y a una escuela graduada. El Ayuntamiento de San Juan, que ya le había nombrado hijo adoptivo en 1924, tampoco se quedó rezagado en este tipo de homenajes y puso su nombre a una de sus más flamantes avenidas. De los más de veinte títulos de volúmenes publicados por Fernández Juncos destacan: Cuentos y narraciones; Galería puertorriqueña: Tipos y caracteres; De Puerto Rico a Madrid; Los primeros pasos en castellano y La lengua castellana en Puerto Rico.